# Астраханский государственный театр юного зрителя
Астраханский государственный театр юного зрителя — театр юного зрителя в городе Астрахань.

## История театра
Первый спектакль в Астраханском театре юного зрителя состоялся 11 марта 1933 года. Это был спектакль «Путь далёкий» по пьесе Н. Я. Шестакова. Тогда у театра ещё не было своего здания и представление прошло на сцене Клуба работников торговли по ул. Белогородской (ныне ул. Ленина). Труппа театра на тот момент была непрофессиональной, она состояла из участников художественной самодеятельности и работников радиокомитета.
Спустя год труппа театра была пополнена профессиональными актёрами, художественным руководителем театра юного зрителя стала М. Д. Любимова. Тогда же ТЮЗу было предоставлено помещение по улице Чалабяна, 16.
19 сентября 1934 года спектаклем по пьесе Н. В. Гоголя «Ревизор» открылся первый сезон уже профессионального театра для детей.
Директором театра с 1993 по 2015 годы являлся заслуженный работник культуры Российской Федерации Виктор Яковлевич Бутенко, с 23 ноября 2015 года по 27 сентября 2018 года назначена новый директор Астраханского ТЮЗа — Поваляева Светлана Васильевна, с 28 сентября 2018 года директором была назначена Москвина Инна Владимировна.
Многие годы художественным руководителем театра являлся народный артист Российской Федерации Юрий Кочетков. С 30 июня 2017 года художественным руководителем Астраханского ТЮЗа  стал заслуженный артист РФ Сергей Тараскин.

## Труппа театра

### Режиссёры
- Наравцевич, Борис Абрамович (1952—1961, с 1956 — главный режиссёр), народный артист РСФСР.

### Бывшие артисты
- Георгий Банников — (1950—1956) — заслуженный артист РСФСР, заслуженный деятель искусств России
- Тамара Бутенко — (1964—2015)
- Валентина Заворотнюк — народная артистка России[3]
- Галина Иноземцева — заслуженная артистка РСФСР
- Владимир Козел — народный артист РСФСР
- Юрий Минеев — заслуженный артист России
- Борис Невзоров — (1967—1968) — народный артист России
- Евгений Фролкин — заслуженный артист РСФСР
- Валерий Штепин — (1983—1999) — заслуженный артист России (2010)
- Валентин Крылов † — (1962—2022) — заслуженный артист Астраханской области

### Современная труппа театра
- Ванда Блинова
- Константин Хахлев
- Татьяна Богачёва
- Виолетта Гетманец
- Станислав Журавлев
- Марина Захарова
- Евгений Зворыкин
- Анна Максакова
- Сергей Мартемьянов — народный артист России[4]
- Фирюза Мартемьянова
- Евгений Пшеничный
- Евгения Ревкова
- Екатерина Снегирева
- Кирилл Соболев
- Сергей Тараскин — заслуженный артист России[5]
- Елена Фоменко
- Дмитрий Юницкий
- Виктория Яхтина
- Арина Глазкова
- Михаил Сабитов
- Наталья Захарова
- Иван Быков

## Репертуар театра

### Постановки прошлых лет
- «Морской охотник» А. Б. Чаковского
- «Слава» В. М. Гусева
- «Сын полка» В. П. Катаева
- «Молодая гвардия» А. А. Фадеева
- «РВС» Аркадия Гайдара
- «Алёша» В. Ежова, Г. Чухрая
- «Ромео и Джульетта» У. Шекспира
- «Принц и нищий» М. Твена
- «Укрощение строптивой» У. Шекспира
- «Кукушкины слёзы» (пьеса) А. Н. Толстого — постановка Александра Плетнёва
- «Синдбад-мореход» В. Шульжика и Ю. Фридмана — постановка Юрия Кочеткова
- «Аленький цветочек» А. Крутова постановка Юрия Кочеткова
- «Воробей Шлёпка» С. Королёвой — постановка Сергея Мартемьянова
- «Золотой ключик» А. Н. Толстого — постановка Ю. Жигульского (г. Москва)
- «Домик для Гидры» Л. Корсунского — постановка Сергея Мартемьянова
- «Исчезновение принцессы Фефёлы-III» Л. Титовой — постановка Сергея Мартемьянова
- «Да здравствует Кукарямба!» К. Королёва — постановка Сергея Мартемьянова
- «Весёлые истории из сказочного леса» А. Герасимова — постановка Ирины Поляковой
- «Любовь к одному апельсину» В. Синакевич — постановка Юрия Кочеткова
- «Академия смеха» К. Митани — постановка Андрея Радочинского
- «Зимы не будет» В. Ольшанского — постановка Андрея Радочинского
- «Примадонны» К. Людвига — постановка Юрия Кочеткова

### Современный репертуар
Детские спектакли
- «Сказка о попе и о работнике его Балде» «Сказка о золотой рыбке» А. С. Пушкина — постановка Р. Ибрагимова
- «Когда поют светофоры» М. Азова — постановка Сергея Мартемьянова
- «Дядя Фёдор, Пёс и Кот» Э. Успенского — постановка Андрея Радочинского
- «Кот в сапогах» Гейнца Калау — постановка Юрия Кочеткова
- «Золотой цыплёнок» В. Орлова — постановка Юрия Кочеткова
- «Маленький Мук» В. Гауфа — постановка Юрия Кочеткова
- «О чём рассказали волшебники» В. Коростылёва — постановка Юрия Кочеткова
- «Коза-Дереза» М. Супонина — постановка Сергея Тараскина
- «Конёк-Горбунок» С.Прокофьевой, Г.Сапгир — постановка Сергея Мартемьянова
- «Клочки по закоулочкам» Г. Остера — постановка Сергея Мартемьянова
- «Малыш и Карлсон, который живёт на крыше» С. Прокофьевой, М. Микаэлян — постановка Сергея Мартемьянова
- «Здравствуй, Красная шапочка!» С.Коган, С.Ефремов  — постановка Сергея Мартемьянова
- «Серенький К» В. Ольшанский   — постановка Сергея Мартемьянова
- «Сказка без подсказки» С. Лежнева — постановка Юрия Кочеткова
- «Жил-был Геракл» М. Бартенев  — постановка Юрия Кочеткова
- «Как чуть не съели Королевну Булочку» М. Войтышко — постановка Андрея Радочинского
- «Каштанка» А.П. Чехов — постановка Андрея Радочинского
- «В кругу друзей» К. П. Хахлев — постановка Константина Хахлева
- «Кот-Мэн и Супер-Пёс» К. Хахлев — постановка Константин Хахлева

Взрослые спектакли
- «Страсти по Торчалову» Н. Воронова — постановка Сергея Мартемьянов
- «Забавный случай» К. Гольдони — постановка Ю. Кочеткова
- «Тринадцатая звезда» В. Ольшанского  — постановка В. Любского
- «Д.О.Н.О.Р» Д. Смирнова — постановка Юрия Кочеткова
- «SELFIE» Ю. Рыжова — постановка М. Соколова
- «Мой милый Плюшкин» В. Ольшанский  — постановка Юрия Кочеткова
- «Не покидай меня» — постановка А. Радочинский
- «Мертвые души» Н.В. Гоголя — постановка А. Радочинский
- «Повести Белкина» — постановка С. Яшина (г. Москва)

## Адрес театра
414000, г. Астрахань, ул. Мусы Джалиля, д. 4 (Кировский район)

## Директор
Москвина Инна Владимировна

## Галерея

Эмблема астраханского ТЮЗа
Фасад театра
Жанровая скульптура "Конек-Горбунок" у астраханского ТЮЗа
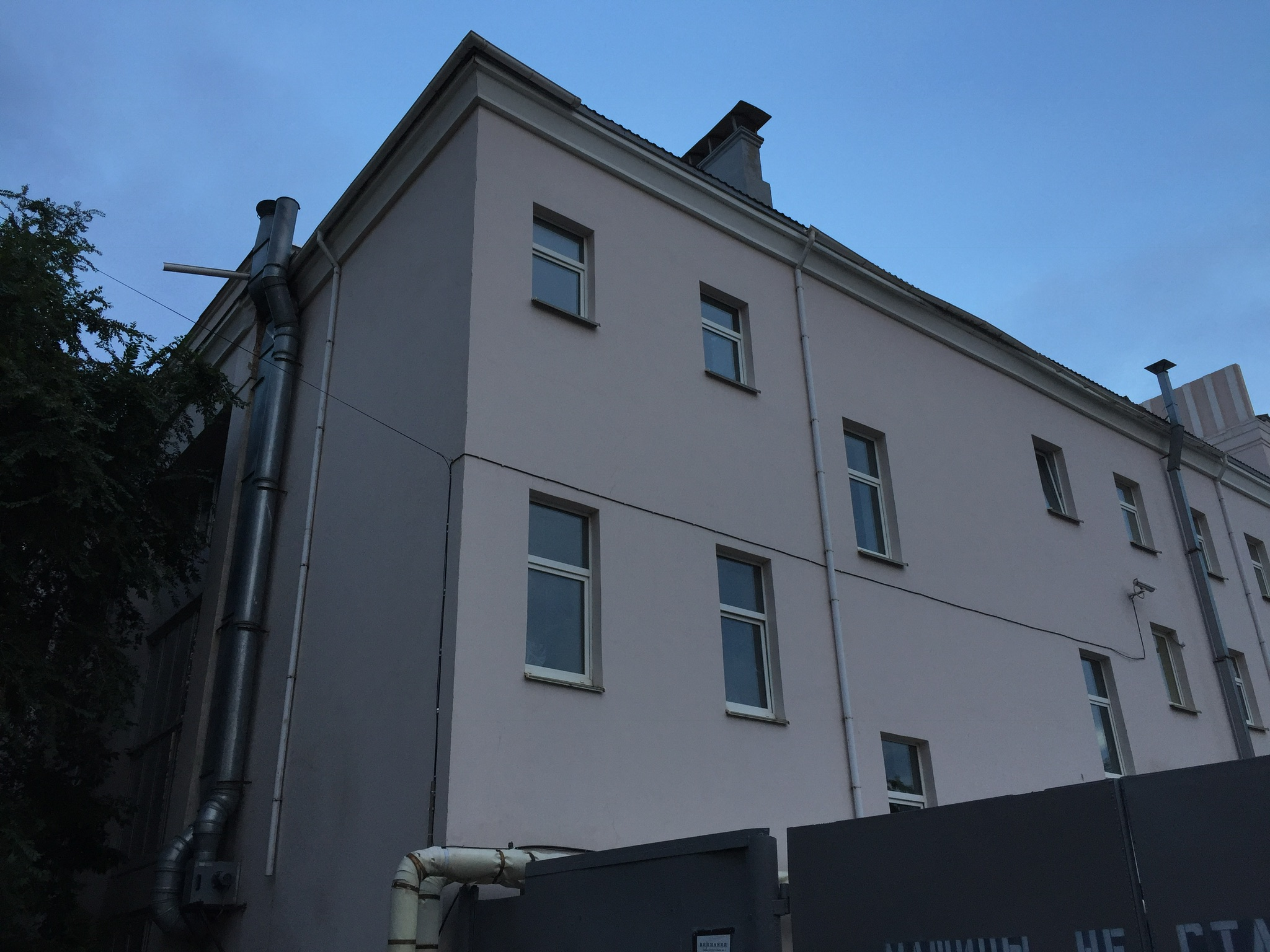
Вид на здание ТЮЗа с улицы Бурова (со стороны двора по отношению к основному фасаду)